# Anoplodactylus iuleus
Anoplodactylus iuleus är en havsspindelart som beskrevs av Stock, J.H. 1975. Anoplodactylus iuleus ingår i släktet Anoplodactylus och familjen Phoxichilidiidae. Inga underarter finns listade i Catalogue of Life.